# Chiese e luoghi di culto di Granarolo

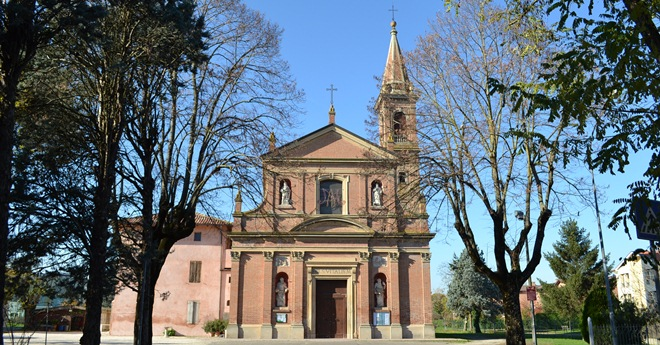
La chiesa parrocchiale di San Vitale in Granarolo, principale luogo di culto del comune di Granarolo

Nel comune di Granarolo dell'Emilia si trovano vari luoghi di culto cristiani (e altrettanti furono demoliti) tra cui, i principali, sono le cinque parrocchie costituenti la Zona pastorale di Granarolo dell'Emilia.
Sul territorio comunale sono, inoltre, sparsi diversi oratori, tipici delle ville di campagna della zona.

## Chiesa di San Vitale

### Storia
La chiesa di San Vitale è uno dei più antichi edifici religiosi della zona, assieme alla parrocchiale di Lovoleto rappresenta la più antica testimonianza cristiana nel comune di Granarolo. Abbiamo testimonianze dell'edificio sin dal XII secolo, è datata 1153, infatti, la bolla di papa Anastasio IV conservata nell'Abbazia di Pomposa in cui viene nominata la chiesa di Granarolo; esso era, infatti, sotto la giurisdizione della detta abazia.
Sin dal 1340 è testimoniata la presenza di una chiesa in Granarolo sotto il plebanato di San Giovanni in Triario.
Quando nel 1672 don Giovanni Battista Torri divenne parroco di questa chiesa la vide malsana e cadente ed iniziò un'opera di ristrutturazione. Vista l'inutilità degli interventi eseguiti decise di far ricostruire la chiesa aumentandone le dimensioni, disegnando una pianta di più di due volte maggiore della chiesa precedente.
L'edificio che si può osservare oggi è, anche se modificato da successivi congrui rimaneggiamenti, quello che fu edificato dal Torri. Tutti i suoi interventi furono finanziati di tasca propria.

### Facciata
La facciata osservabile oggi risale al 1800 (la vediamo così in un disegno del 1847). Essa è in due ordini: composito (nella parte inferiore) e dorico (nella parte superiore). Sulla facciata sono poste quattro nicchie (due in alto e due in basso) che ospitano altrettante statue di santi: in alto si trovano i santi Giovanni evangelista e Antonio abate (fatte dallo scultore Celso Corazza nel 1902 in cemento a sostituire statue in terracotta di cui non si hanno informazioni, se non i santi che raffiguravano: vi erano dapprima la Beata Vergine Annunziata e l'Arcangelo Gabriele, poi San Francesco d'Assisi e Sant'Antonio abate).

### Campanile
La chiesa parrocchiale è provvista di campanile tuttora funzionante. Nel disegno cinquecentesco della chiesa vi è un abbozzo di quello che sembra un campanile a veletta. Successivamente fu costruito un campanile (forse in epoca medievale) che fu poi inglobato nella casa canonica per poi essere abbattuto e far spazio a luoghi di cui si potesse usufruire (essendo il vecchio campanile malridotto).
Nel 1832 fu costruito dal capomastro Giuseppe Brighenti una nuova torre campanaria (molto prima che fosse distrutta quella vecchia) che potesse ospitare un concerto di quattro campane nuovo, di pregiata fattura, sempre della famiglia Brighenti (rinomata fonderia di campane bolognesi) che fusero per la parrocchiale di San Vitale quello che venne ritenuto uno dei loro migliori concerti di campane (il suon era così meraviglioso che furono esposte per un periodo all'Accademia di Belle Arti di Bologna e furono persino salvate dalla distruzione operata per mano dei nazisti nella ritirata alla fine della Seconda Guerra Mondiale) e fra i migliori di tradizione bolognese.

### Interno
Nell'interno della chiesa vi sono quattro cappelle minori e l'Altar Maggiore.
L'Altare Maggiore è dedicato a San Vitale, martire in Ravenna e patrono di Granarolo. La pala d'altare è uno dei pochissimi resti della vecchia chiesa e raffigura il patrono e Sant'Andrea in adorazione della Vergine Maria.
Le cappelle laterali sono dedicate alla Santissima Croce, alla Beata Vergine del Rosario, a Sant'Antonio di Padova e alla Madonna Immacolata.
La volta del presbiterio è di affresco coevo alla chiesa, mentre gli affreschi della navata risalgono all'epoca fascista.
Nelle pareti della chiesa sono affissi diverse tele. Le più note sono della scuola del Guercino e della famiglia Sirani (il notevole quadro dei santi in adorazione della Madonna di San Luca è di Anna Maria Sirani, sorella della più nota Elisabetta Sirani).

## Oratorio di Santa Maria della Vita
Sulla via San Donato, direttrice che collega col comune di Minerbio, sorge l'oratorio seicentesco di Santa Maria della Vita, posto nei pressi dell'ingresso del complesso dell'attuale villa Bassi.
Villa Bassi, detta Villa del Marchesino fu costruita nel 1675 (come attestato dalla scritta dedicatoria presente all'interno del tempietto) per volontà di Giacomo Marchesino ed è dotata di una torre e del detto oratorio della Madonna della Vita, al cui interno è custodito uno splendido affresco raffigurante la "Sacra Famiglia". Testimonianza della sua consacrazione si trova nel libro "Memorie et Inventario... Giovanni Battista Torri" datato 1691 il quale riporta che detta chiesetta è "decentemente tenuta" e che "per celebrarvi la prima volta detta Chiesa fu benedetta solennemente dal Nostro Signor don Giovanni Battista Torri [...] avendone egli ottenuta la licenza dall'eminentissimo Boncompagni".
Per quanto riguarda l'esterno l'oratorio riprende e probabilmente si ispira all'oratorio di poco precedente di Sant'Antonio da Padova di Lovoleto: lo suggeriscono la presenza in entrambi gli oratori di un ampio pronao (nel caso in questione esso scavalca il fosso e presenta un affresco di una Madonna con Bambino), di quattro pilastri che, a coppie, sorreggono un arco (con chiave di volta rimarcata) d'acceso al detto pronao. Sempre esternamente possiamo vedere ancora due finestre che affiancano la porta le quali venivano tenute aperte per permettere la preghiera di coloro che, diretti verso nord, si fermavano a pregare.
All'interno vi sono decorazioni più volte restaurate ed oggi in ottime condizioni. Anche nelle modeste dimensioni dell'oratorio vi  è uno spazio individuabile come presbiterio: esso è delimitato da due pilastri isolati a sezione quadrata e capitello dorico.

## Oratorio di San Filippo Neri
All'estrema periferia del Comune di Granarolo, al confine con quello di Budrio, sorge l’Oratorio di San Filippo Neri, che sorge su via Trappanino (Trapanino nel tratto di Budrio). L'oratorio fu costruito dalla famiglia Desideri dall'anno 1679, con posa della prima pietra benedetta (con tanto di cerimonie solenni) nel 1689.
Il toponimo molto curioso deriva dalla denominazione romana che indicava l'azione erosiva dell'acqua nei pressi dello scolo che delimitava una centuria presente nel luogo.
La storia dell’Oratorio di San Filippo Neri si fonde con quella della potente famiglia Belloni, che attorno al 1750 acquista molti terreni nella zona. I Belloni diventano proprietari della casa colonica, che verrà poi ribattezzata Palazzo Bellone, e del detto Oratorio vicino (l'oratorio è noto, infatti, come Oratorio del Bellone). La nobile famiglia restaura profondamente l’abitazione, lasciandone intatta la struttura cinquecentesca, inserendo però il gusto architettonico del '700: evidente in un ampliamento dell’edificio, nella torre colombaia e nelle numerose rifiniture.
I Belloni intervengono anche sull'edificio sacro, che acquisisce una facciata elegante, settecentesca e caratterizzata da un timpano semplice, che conferisce armonia all'edificio, contraddistinto da un piccolo campanile a vela con due campane. All'interno vi è l'altare maggiore con un grande affresco del tardo ‘700, che raffigura la Madonna fra due Santi e un’epigrafe, che riporta la data 1796 (in cui vi sono iscritti gli obblighi del cappellano e le messe da celebrare). Sul lato est sorge la canonica, che per molto tempo (fino a metà '800) ha ospitato un sacerdote. Oggi si trova in discrete condizioni dato il recente restauro che venne fatto nella seconda metà del '900 (a testimonianza del fatto vi sono le memorie dei parrocchiani di Granarolo che testimoniano l'avvenuta inaugurazione del restauro fatta dall'allora parroco di Granarolo).

## Chiesa di Santa Brigida
La chiesa di Santa Brigida sorgeva alle periferie del comune di Granarolo, nei pressi del luogo dove oggi sorge la borgata denominata, appunto "Santa Brigida". La strada su cui si affacciava era ed è denominata "via Santa Brigida"; per la precisione l'antico oratorio era posto dove via Santa Brigida incontrava la via San Donato, vicino alla località detta "Ramello" (oggi sull'antico tracciato della strada detta "via Ramello" vi è un tratto della Trasversale di Pianura).
La memoria di questa chiesa risale al 1606, quando ancora era un semplice oratorio privato appartenente alla famiglia dei Calderini (di Bologna), a cui fu affidato il giuspatronato sulla chiesa.
Nel 1684 l'oratorio era già annoverato come chiesa pubblica quando il parroco Giovanni Battista Torri fece visita alla chiesa per stilarne l'inventario. Nel detto documento, conservato nell'Archivio Parrocchiale di Granarolo, vi è una descrizione minuziosa della chiesa (una delle più grandi tra le fonti di informazioni sulla chiesa in questione). Sempre la stessa fonte racconta che è noto che la chiesetta fosse completamente con le elemosina donate dai fedeli.
Sopra il tetto spiovente della chiesa vi era collocato un piccolo campanile a vela con relativa campana, la cui corda scendeva fino all'interno della chiesa.
La chiesa era di ridotte dimensioni: larga ed alta 17 piedi (6,5 metri)  e lunga 40 piedi (15,2 metri), ma particolarmente venerata dai fedeli che la riempivano di ceri votivi ed ex voto.
All'interno della chiesa vi erano acquasantiere di marmo, panche di abete e quercia e un bell'altare di pietra. Come pala d'altare vi era una tavola lignea molto antica dipinta con cinque immagini: della Madre di Cristo, di Santa Brigida, di San Francesco d'Assisi, del Battista e di San Gerolamo. A contornare la pala d'altare vi era un'ancona grande colorata ed intagliata con capitelli ed architrave, con relative dorature; il tutto aveva da sfondo la volta celeste, campo in cui sormontava una tavola quadrata dove era dipinto il Padre Eterno e circondato da stelle dorate in mezzo alle quali era dipinto il Nome di Cristo.
La chiesa in questione trova devozione tale che il parroco di Granarolo Giovan Battista Torri scrive che "per memorie antiche" la chiesa è stata costruita interamente per oblazioni popolari, tutte dovute alla presenza di un'immagine miracolosa.

## Oratorio della Beata Vergine della Neve
Nella frazione di Granarolo Capoluogo si trovava anche una piccola chiesa di proprietà della famiglia dei Signori Muratori.
All'interno dell'oratorio vi era un'immagine della Madonna che, per la devozione del popolo, faceva molte grazie.
Di questo oratorio si sa ben poco. È noto solo che il parroco di Granarolo era tenuto a presiedere una solenne celebrazione nel giorno del 5 di agosto (memoria del miracolo della Madonna della Neve). Si sa, inoltre, che l'oratorio, fra le altre suppellettili, possedeva due campane: una probabilmente posta in un campanile a vela e una per l'annuncio dell'inizio della Santa Messa.

## Chiesa di Santa Maria del "Castellaccio"
Sempre il citato libro datato 1691 del Torri parla di una "Chiesa antica detta la Madonna del Castellaccio della quale si hà per tradizione essere già 500 anni che fosse edificata". La cura di questa chiesa fu affidata ai Padri Azzurrini di Bologna. In una visita pastorale del 1573 l'arcivescovo visitò l'altare unico della chiesa e la trovò angusta e malridotta dall'umidità (ed ordinò di farla restaurare).
Dato il troppo lusso ostentato dai padri azzurrini Papa Clemente IX nel 1668 sciolse l'ordine e la chiesa fu spogliata ed abbandonata. Fu trovata così, cadente, dal Torri che si mise a farla restaurare di tasca propria ma poi, impegnato coi lavori nella parrocchiale fu costretto ad abbandonare il progetto.
In un anno non ben precisato (dopo il XVIII secolo) la chiesa venne demolita, tanto che smette di comparire negli elenchi parrocchiali delle chiese ed oratori sottoposti.

Altre immagini raffiguranti la chiesa di San Vitale
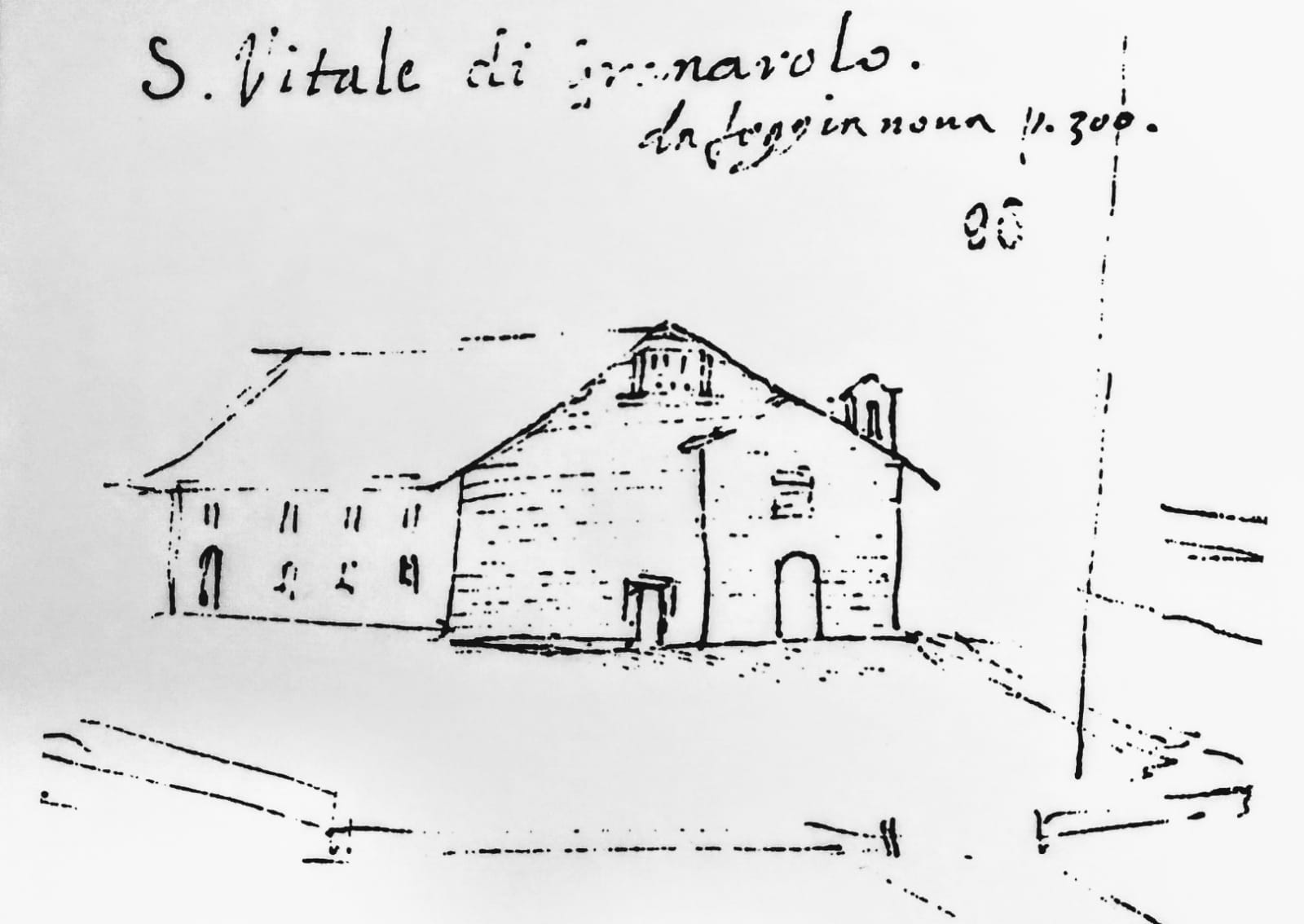
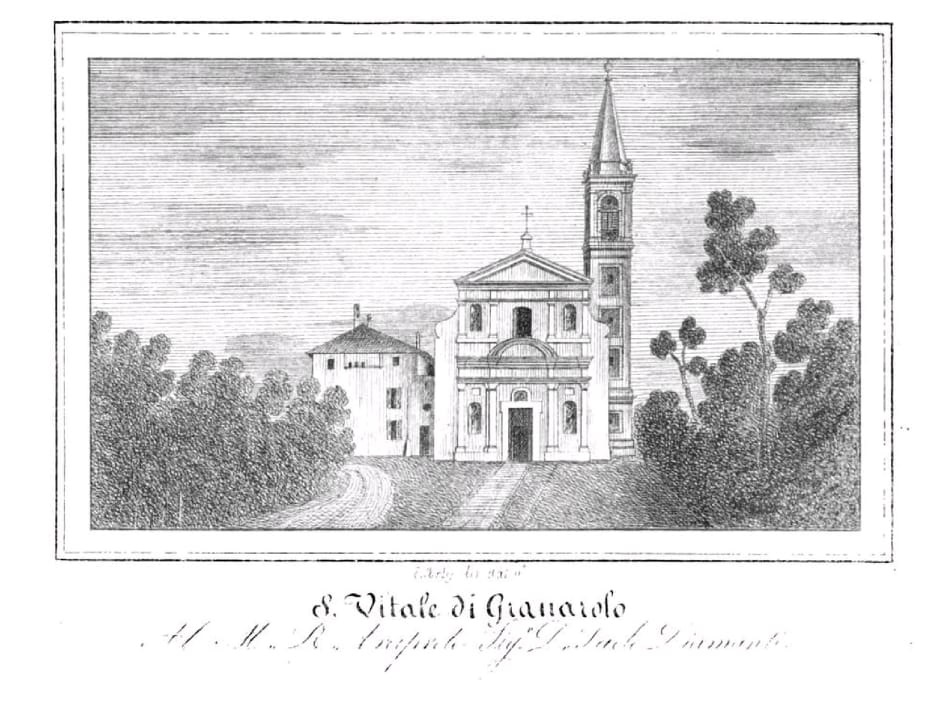
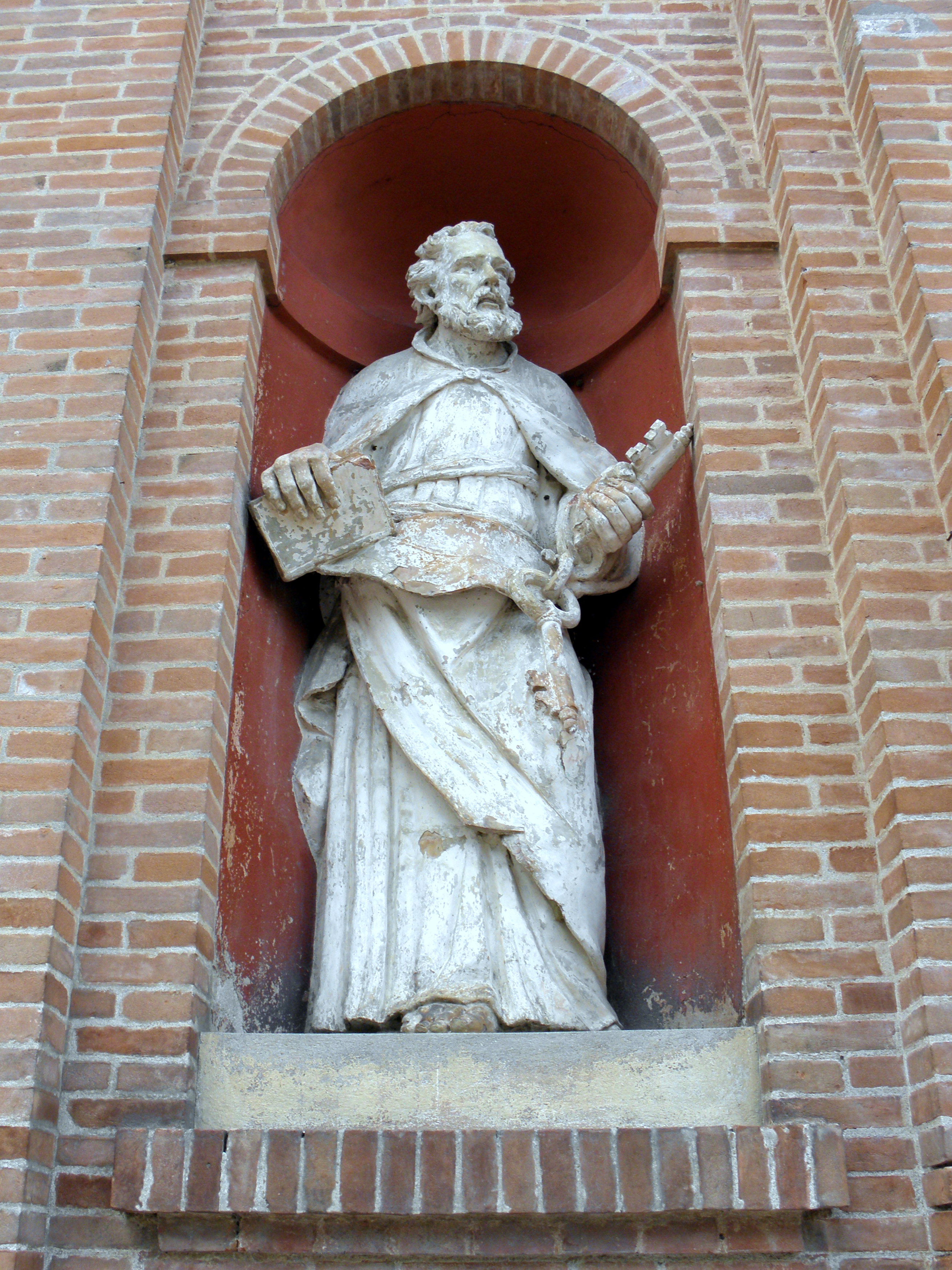
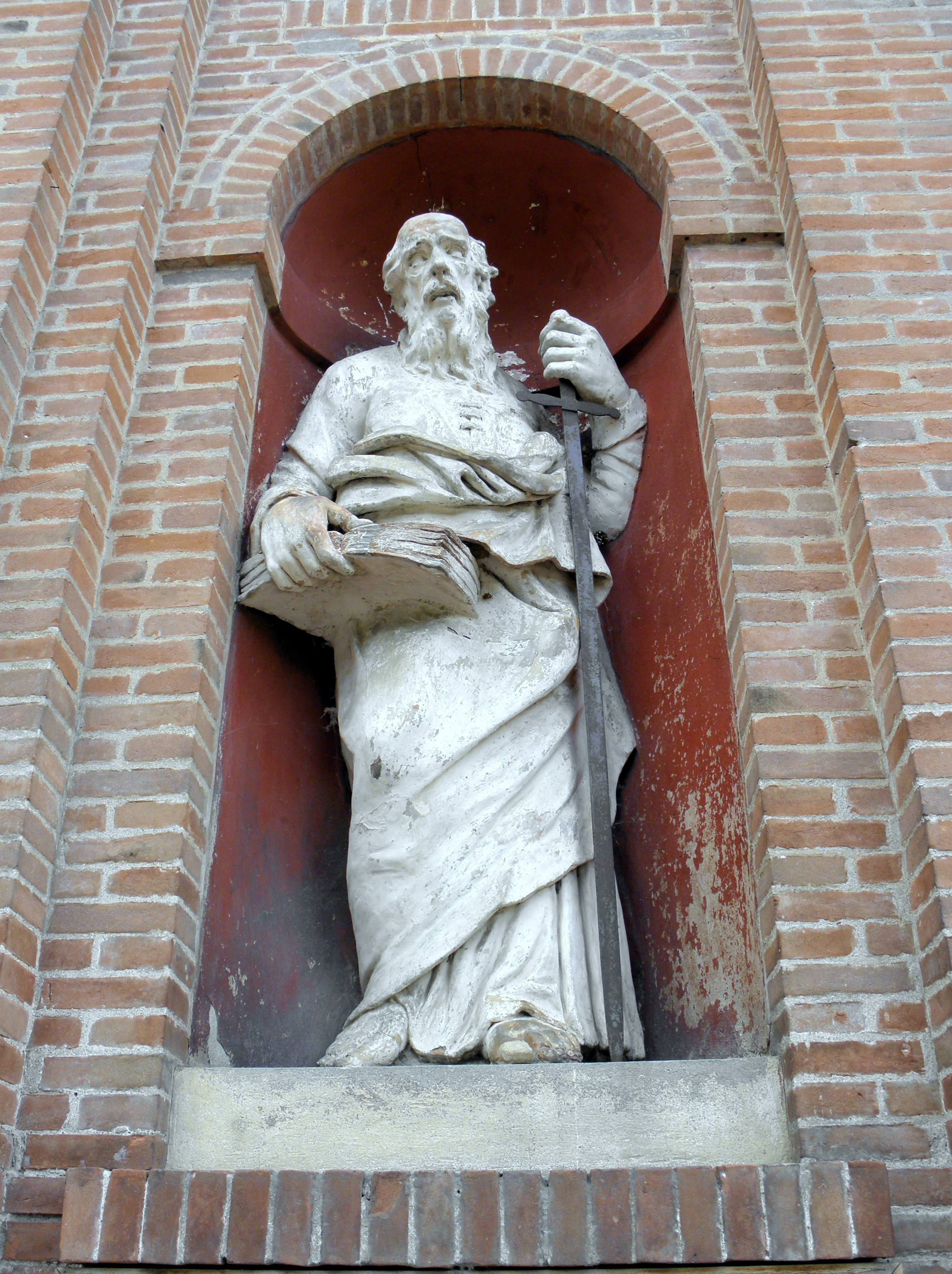
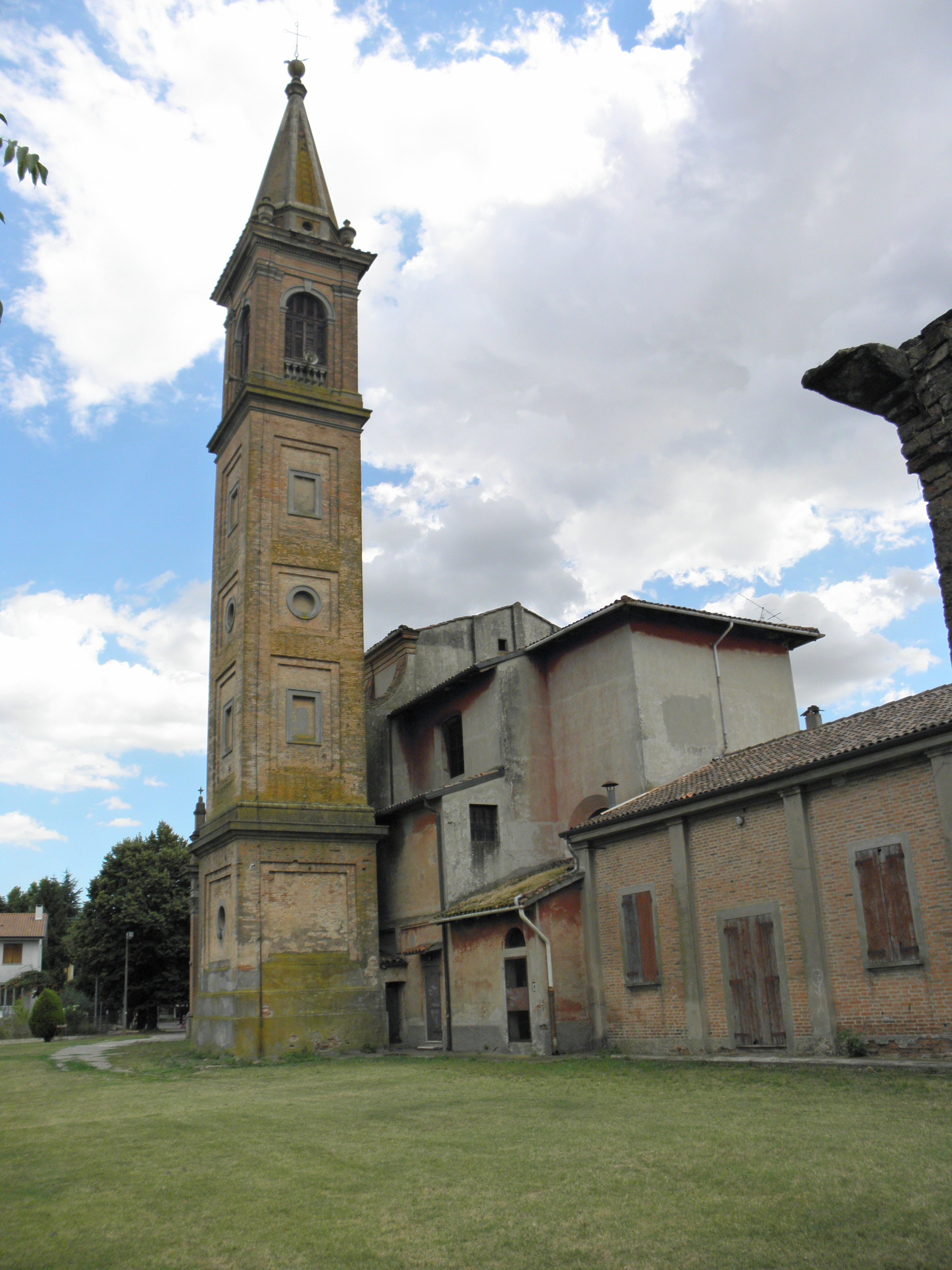
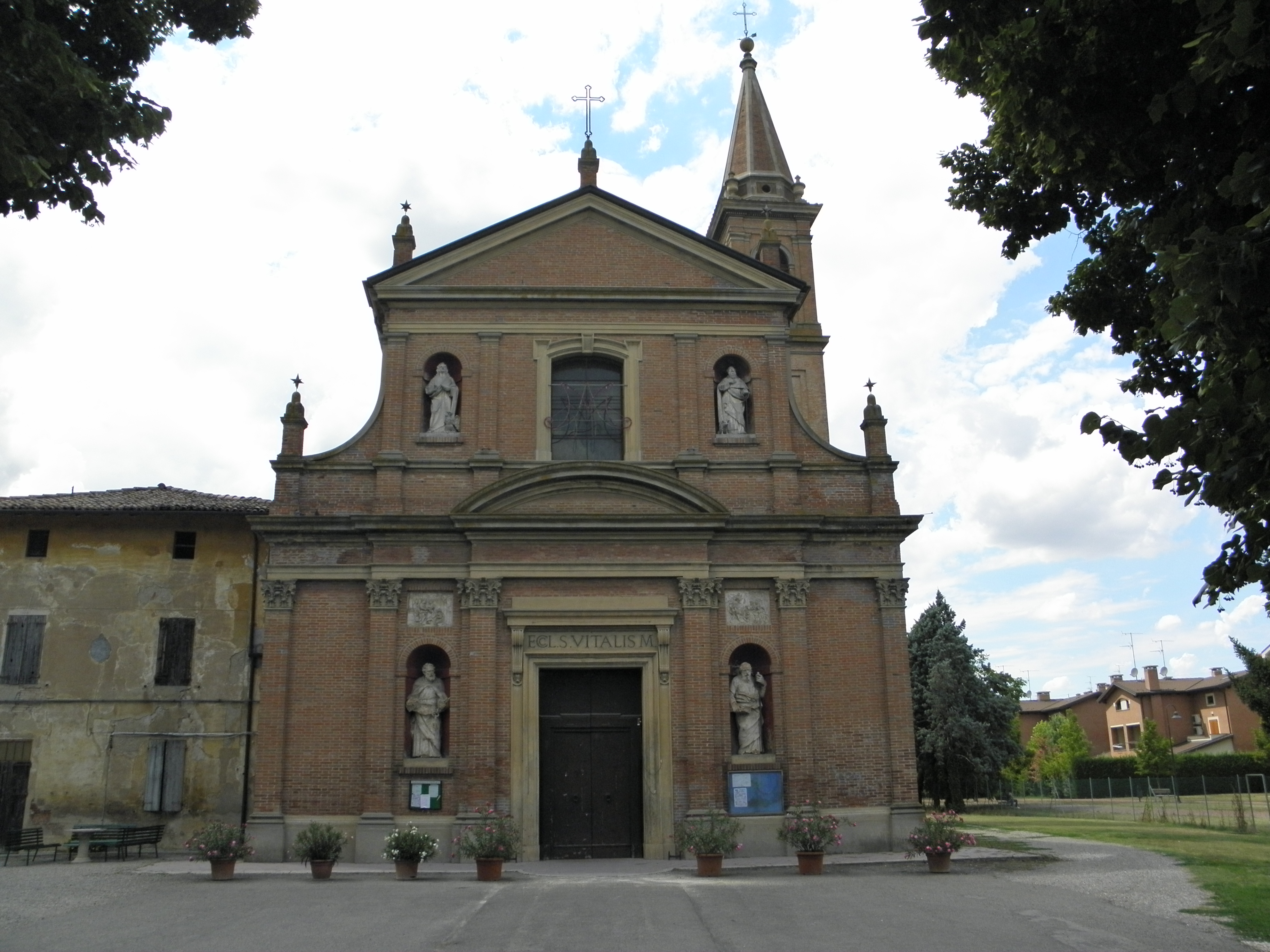
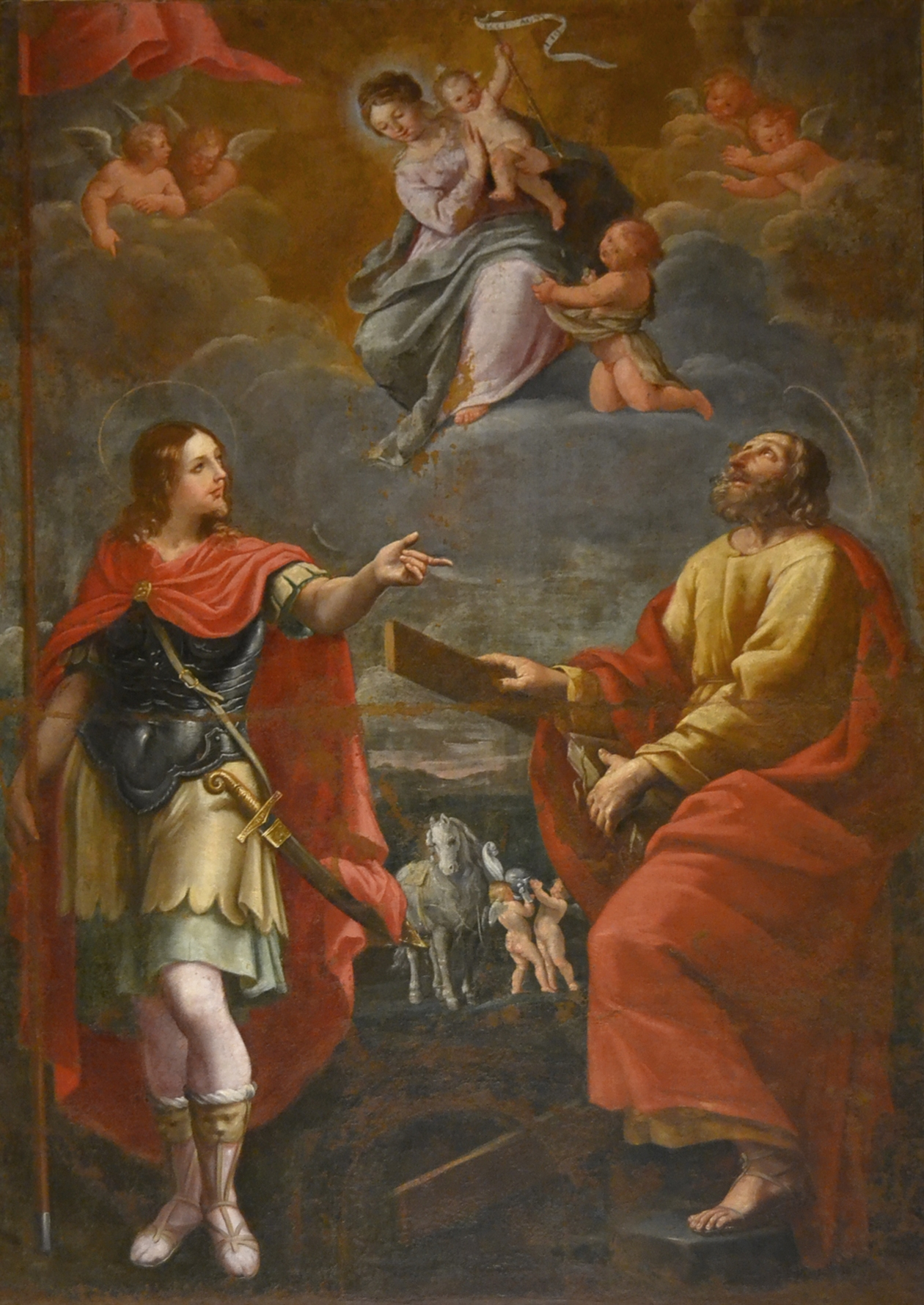
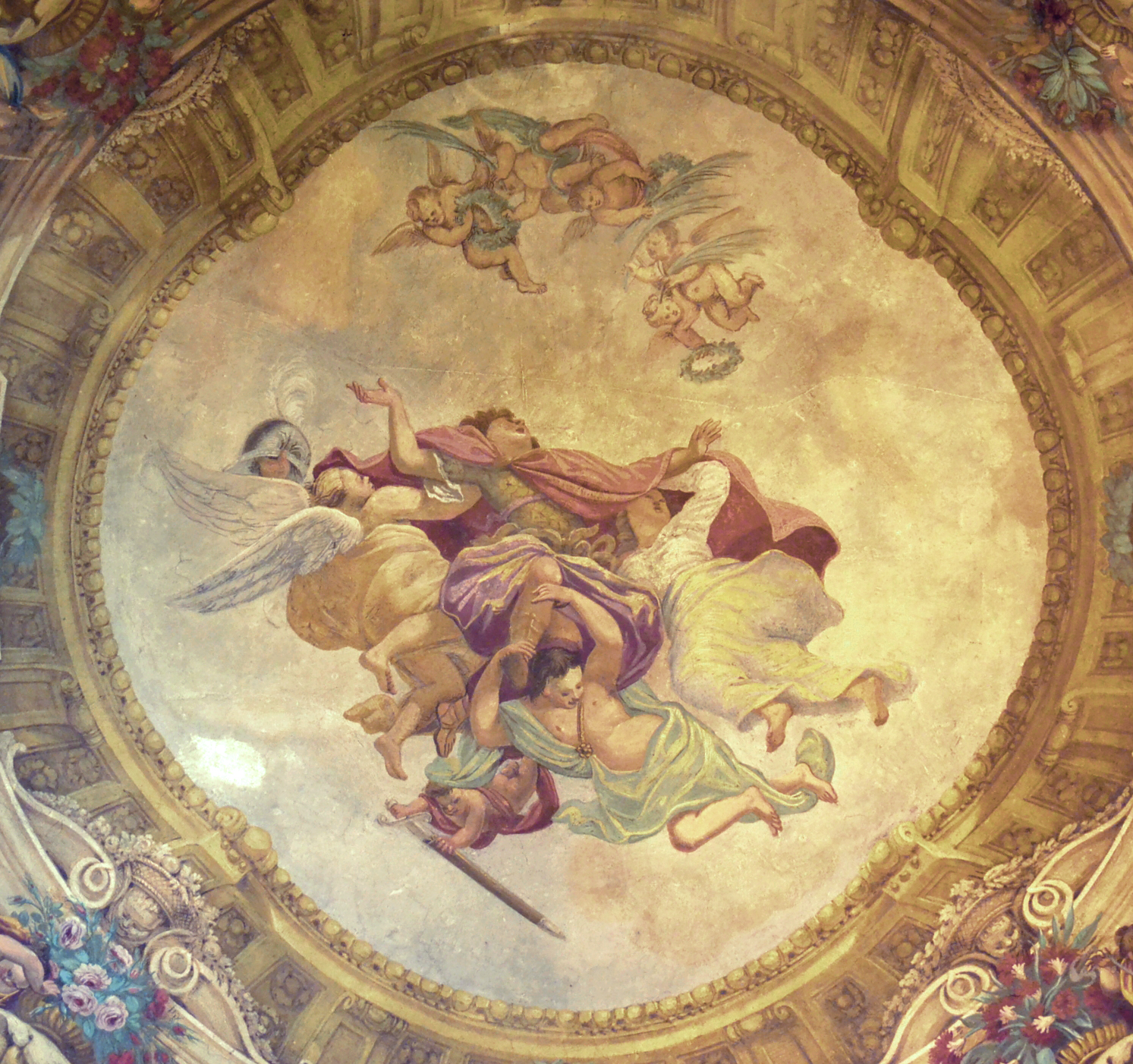

Altre immagini raffiguranti l'Oratorio di S. Filippo Neri
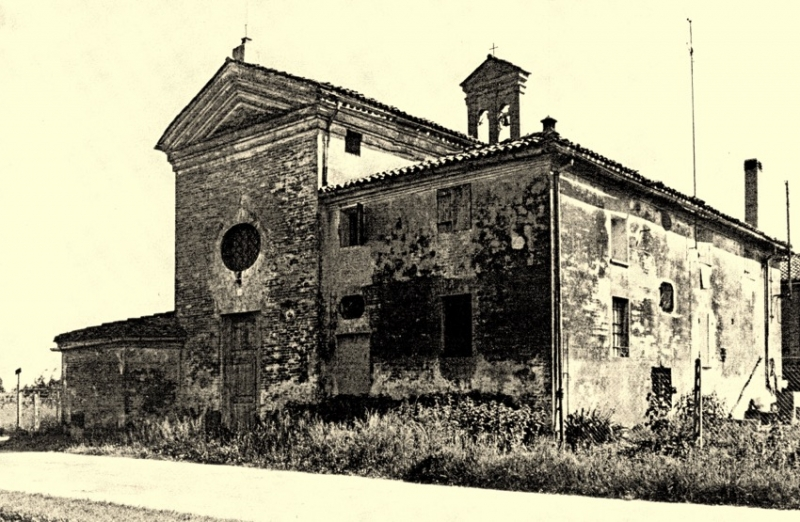
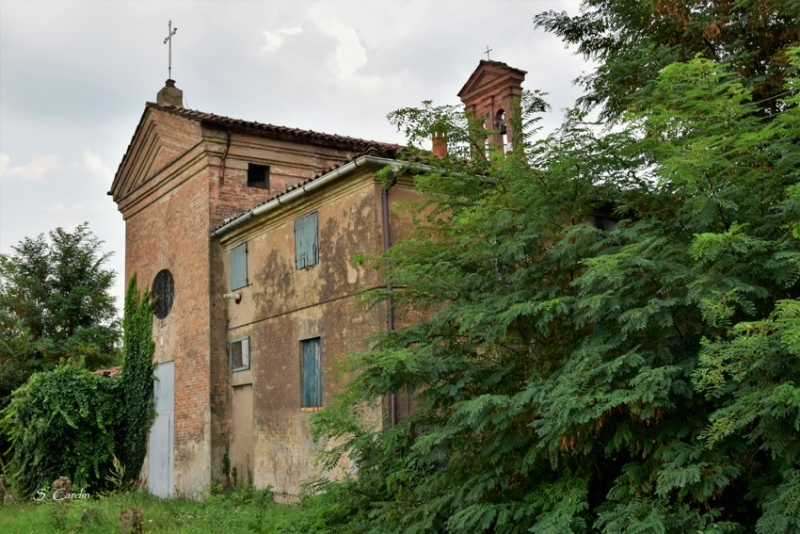